# Chortyca

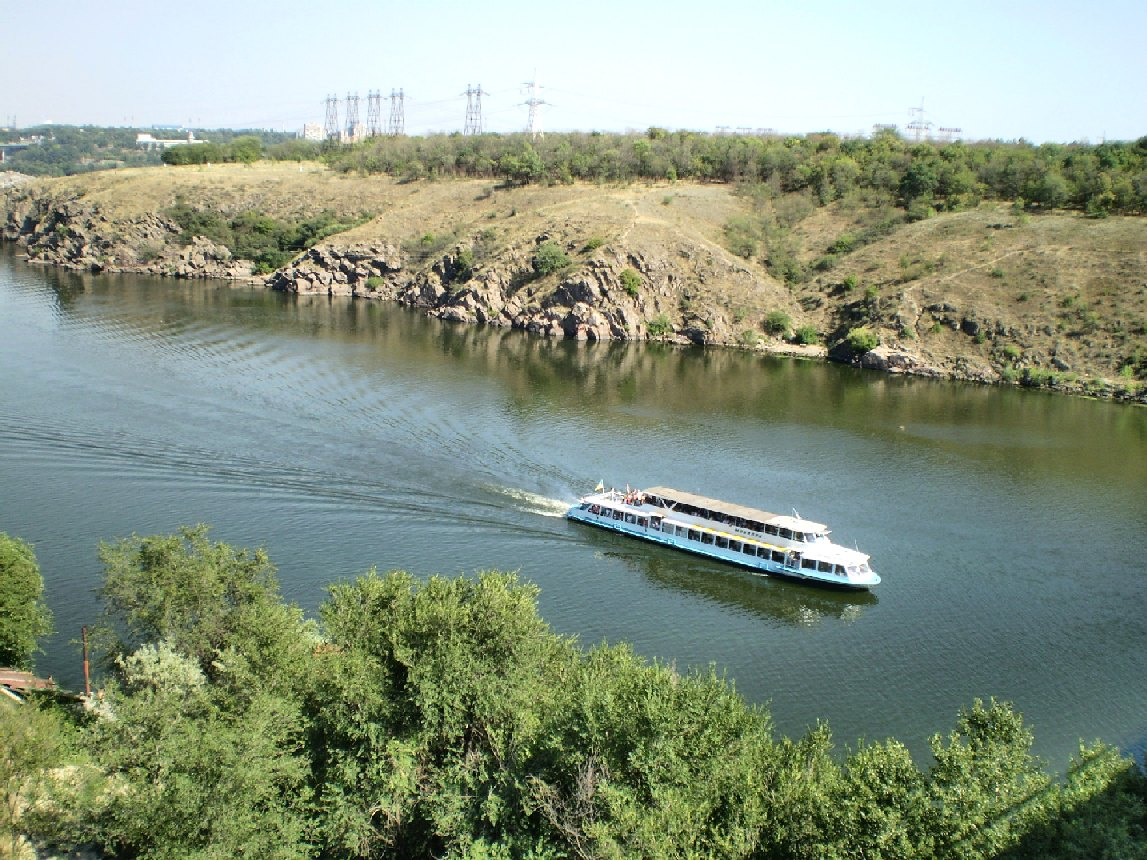
Dniepr i południowo-zachodnie wybrzeża Chortycy

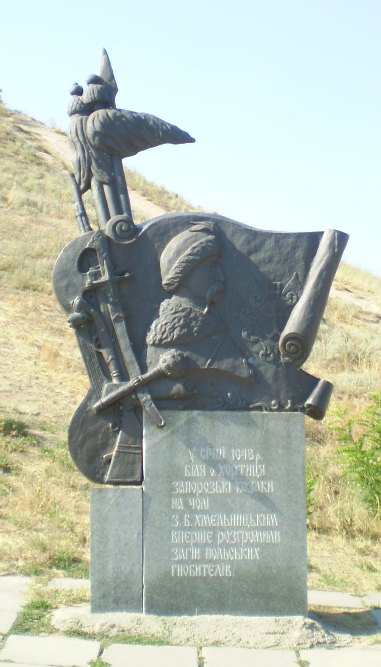
Pomnik upamiętniający rozgromienie przez Kozaków Zaporoskich pod dowództwem Bohdana Chmielnickiego wojsk polskich w 1648 roku

Chortyca (również Chortycia, ukr. Хо́ртиця) – największa wyspa na Dnieprze, znajdująca się naprzeciw nabrzeża miasta Zaporoże, poniżej DnieproGESu (największej elektrowni wodnej Ukrainy). Unikatowy rejon przyrodniczy oraz historyczny.
Rozciąga się z północnego zachodu na południowy wschód. Jej długość wynosi 12,5 km, średnia szerokość 2,5 km, powierzchnia około 2600 ha (26 km²).

## Historia
W latach 1553–1555 na pobliskiej wyspie Mała Chortyca Dymitr Bajda Wiśniowiecki zbudował drewniany zamek, po jego śmierci w 1563 roku zniszczony przez Tatarów. Z czasem Kozacy włączyli Chortycę w system umocnień, sięgający rzeczki Mokrej Moskowki i wioski Wozniesieniówka. W latach 1596–1648 (z krótkimi przerwami) była obsadzana przez opłacanych ze skarbca Rzeczypospolitej Kozaków rejestrowych. Stąd też wyruszali zbuntowani Kozacy Tarasa Fedorowicza w 1630 i Iwana Sulimy w 1635 roku. W 1648 roku Bohdan Chmielnicki rozgromił tu garnizon Kozaków rejestrowych wiernych Rzeczypospolitej. W latach 60. i 70. XVII w. stanowiła bazę oddziałów atamana Iwana Sirki.

Chortyca – Miejsce przy Dnieprze wielce sławne z powodu zdolności wojskowych Dymitra Wiśniowieckiego, bohatera bardzo starożytnego rodu. Tutaj, bowiem ustanowił siedzibę i podporę swego rodu i w połowie otoczył murem. Pozostawało [ono] do tego stopnia umocnione przez naturę, że siły i natarcie księcia albo chana perekopskiego i całej jego ordy mógł powstrzymywać tak długo, dopóki Wiśniowiecki z powodu długiego oblężenia pozbawiony rzeczy koniecznych do wyżywienia zmuszony był zabić na koniec konie. Po przeniesieniu się na statki przekroczył Porohy i udał się do Czerkasów po ocaleniu wszystkich swoich
mieszkańców

Obok wyspy Tomakówka i Bazawłuku, Chortyca stała się jednym z głównych miejsc kozackiej Siczy.
W lipcu 1775 powracająca z wojny z Turcją armia rosyjska pod dowództwem gen. Piotra Tekely, na polecenie carycy Katarzyny II zniszczyła umocnienia Siczy na Chortycy.
Chortyca współcześnie postrzegana jest przez Ukraińców jako swego rodzaju symbol narodowy i historyczny. 
Jedna z najbardziej popularnych wódek ukraińskich nosi nazwę Chortyca.